# 任玉成
任玉成（1946年11月—），男，汉族，河北吴桥人，中华人民共和国政治人物。曾任北京印刷集团总公司副总经理，兼任北京菱重公司董事长。新中国60年百名优秀出版人物。